# Premio Locus per il miglior libro per ragazzi
Il Premio Locus per il miglior libro per ragazzi è un premio letterario conferito con cadenza annuale della rivista mensile statunitense Locus, facente parte dei Premi Locus, consegnato dal 2006  al Experience Music Project and Science Fiction Museum and Hall of Fame di Seattle.
Il premio viene consegnato con cadenza annuale dal 2003. La classifica avviene tramite votazione dei lettori per opere pubblicate l'anno precedente, tale modalità di attribuzione differenzia il premio da molti altri che, invece, vengono assegnati in base alle votazioni di una giuria di esperti del settore. Pur non avendo collegamenti con esso il premio Locus è stato sin dalla sua prima edizione pensato per dare indicazioni alla giuria del premio Hugo circa le opere maggiormente meritorie da premiare.
Il primo a ricevere il premio è stato Neil Gaiman, per la sua opera Coraline,  pubblicata nel 2003.
Nel corso dei 16 anni di edizione, 10 persone si sono aggiudicate il premio, tra queste figurano i pluripremiati Terry Pratchett con quattro premi ricevuti e Neil Gaiman, Catherynne M. Valente e China Miéville con due premi ciascuno.

## Regolamento
Aggiornato al 1 febbraio 2019
Ogni anno, sul sito ufficiale Locus e sulla rivista, in un'apposita sezione denominata Locus Poll and Survey viene pubblicato il regolamento seguito dall'apposita scheda per il voto, online o cartaceo, del concorso per i premi Locus. Il regolamento è inerente ai vincoli di voto per le opere apparse l'anno precedente.
Al 49 ° concorso dei premi Locus (2019) sono presenti 16 differenti categorie. In ogni categoria possono essere votate fino a cinque opere o candidati, classificandoli da 1 (primo posto) fino a 5 (quinto posto).
Le opzioni di voto sono basate su un'apposita lista di letture raccomandate, facilitando enormemente il conteggio dei risultati, nonostante la lista, l'elettore può utilizzare delle apposite caselle di scrittura per votare altri titoli e candidati non elencati, in qualsiasi categoria.
Non è possibile votare più di un'opera in una categoria con lo stesso rango (ad esempio, due selezioni classificate al 1 ° posto), se lo scrutinio evidenziasse delle anomalie oppure un doppio rango, i voti verranno ignorati in quella categoria. Non è possibile votare per la stessa opera più di una volta, eccetto il premio Locus per il miglior romanzo, che potrebbe anche essere indicato anche come premio Locus per la miglior opera prima.
A differenza dei premi Hugo e Nebula i premi Locus hanno requisiti di eleggibilità in qualche modo diversi, sono aperti a pubblicazioni o opere che sono apparse per la prima volta, in qualsiasi parte del mondo, durante l'anno solare, con un margine di preavviso per i piccoli editori o le pubblicazioni in ritardo.
L'elettore ha la possibilità di lasciare alcune categorie vuote o di compilarle parzialmente, nonché quella di compilare l'intero sondaggio.
La scadenza per i voti è sancita per il 15 aprile.
Tutti i voti, sia degli abbonati che dei non abbonati, sono da considerarsi validi a condizione che vengano inclusi il nome, l'e-mail e le informazioni del sondaggio e non violino le regole di voto.

## Dal 2003 al 2009
| Vincitori del Premio Locus miglior libro per ragazzi |

| Anno | Fotografia vincitori         | Vincitori e finalisti                         | Romanzo                                       | Note    |
| ---- | ---------------------------- | --------------------------------------------- | --------------------------------------------- | ------- |
| 2003 |                              | Neil Gaiman                                   | Coraline                                      | [ N 1 ] |
| 2003 | Clive Barker                 | Abarat                                        |                                               | [ N 1 ] |
| 2003 | Michael Chabon               | Summerland                                    |                                               | [ N 1 ] |
| 2003 | Diane Duane                  | A Wizard Alone                                |                                               | [ N 1 ] |
| 2003 | Nancy Farmer                 | The House of the Scorpion                     |                                               | [ N 1 ] |
| 2004 |                              | Terry Pratchett                               | L'intrepida Tiffany e i Piccoli Uomini Liberi | [ N 2 ] |
| 2004 | Garth Nix                    | Abhorsen                                      |                                               | [ N 2 ] |
| 2004 | Diana Wynne Jones            | La congiura di Merlino                        |                                               | [ N 2 ] |
| 2004 | Terri Windling, Ellen Datlow | Swan Sister: Fairy Tales Retold               |                                               | [ N 2 ] |
| 2004 | Nina Kiriki Hoffman          | A Stir of Bones                               |                                               | [ N 2 ] |
| 2005 |                              | Terry Pratchett                               | Un cappello pieno di stelle                   | [ N 3 ] |
| 2005 | Ursula K. Le Guin            | I doni                                        |                                               | [ N 3 ] |
| 2005 | Terri Windling, Ellen Datlow | The Faery Reel: Tales from the Twilight Realm |                                               | [ N 3 ] |
| 2005 | Charles de Lint              | The Blue Girl                                 |                                               | [ N 3 ] |
| 2005 | Clive Barker                 | Abarat: Giorni di magia, notti di guerra      |                                               | [ N 3 ] |
| 2006 |                              | Jane Yolen & Adam Stemple                     | Pay the Piper                                 | [ N 4 ] |
| 2006 | Carol Emshwiller             | Mister Boots                                  |                                               | [ N 4 ] |
| 2006 | Cornelia Funke               | Veleno d'inchiostro                           |                                               | [ N 4 ] |
| 2006 | Holly Black                  | Le fate sotto la città                        |                                               | [ N 4 ] |
| 2006 | Scott Westerfeld             | Vampirus                                      |                                               | [ N 4 ] |
| 2007 |                              | Terry Pratchett                               | La corona di ghiaccio                         | [ N 5 ] |
| 2007 | Ursula K. Le Guin            | Voices                                        |                                               | [ N 5 ] |
| 2007 | Justine Larbalestier         | Magic Lessons                                 |                                               | [ N 5 ] |
| 2007 | Nina Kiriki Hoffman          | Spirits That Walk in Shadow                   |                                               | [ N 5 ] |
| 2007 | Garth Nix                    | The Keys to the Kingdom                       |                                               | [ N 5 ] |
| 2008 |                              | China Miéville                                | Il libro magico                               | [ N 6 ] |
| 2008 | Ursula K. Le Guin            | Powers                                        |                                               | [ N 6 ] |
| 2008 | Stephen Baxter               | The H-Bomb Girl                               |                                               | [ N 6 ] |
| 2008 | Scott Westerfeld             | Extras                                        |                                               | [ N 6 ] |
| 2008 | Justine Larbalestier         | Magic's Child                                 |                                               | [ N 6 ] |
| 2009 |                              | Neil Gaiman                                   | Il figlio del cimitero                        | [ N 7 ] |
| 2009 | Cory Doctorow                | X                                             |                                               | [ N 7 ] |
| 2009 | John Scalzi                  | Zoe's Tale                                    |                                               | [ N 7 ] |
| 2009 | Terry Pratchett              | Nation                                        |                                               | [ N 7 ] |
| 2009 | Margo Lanagan                | Tender Morsels                                |                                               | [ N 7 ] |

## Dal 2010 a oggi
| Anno | Fotografia vincitori  | Vincitori e finalisti                                        | Romanzo                                                            | Note     |
| ---- | --------------------- | ------------------------------------------------------------ | ------------------------------------------------------------------ | -------- |
| 2010 |                       | Scott Westerfeld                                             | Leviathan                                                          | [ N 8 ]  |
| 2010 | Kage Baker            | The Hotel Under the Sand                                     |                                                                    | [ N 8 ]  |
| 2010 | Justine Larbalestier  | Liar                                                         |                                                                    | [ N 8 ]  |
| 2010 | Suzanne Collins       | La ragazza di fuoco                                          |                                                                    | [ N 8 ]  |
| 2010 | Libba Bray            | Going Bovine                                                 |                                                                    | [ N 8 ]  |
| 2011 |                       | Paolo Bacigalupi                                             | Ship Breaker                                                       | [ N 9 ]  |
| 2011 | Terry Pratchett       | I Shall Wear Midnight                                        |                                                                    | [ N 9 ]  |
| 2011 | Suzanne Collins       | Il canto della rivolta                                       |                                                                    | [ N 9 ]  |
| 2011 | Scott Westerfeld      | Behemoth                                                     |                                                                    | [ N 9 ]  |
| 2011 | Diana Wynne Jones     | Enchanted Glass                                              |                                                                    | [ N 9 ]  |
| 2012 |                       | Catherynne M. Valente                                        | The Girl Who Circumnavigated Fairyland in a Ship of Her Own Making | [ N 10 ] |
| 2012 | Ian McDonald          | Planesrunner                                                 |                                                                    | [ N 10 ] |
| 2012 | Nnedi Okorafor        | Akata Witch                                                  |                                                                    | [ N 10 ] |
| 2012 | Scott Westerfeld      | Goliath                                                      |                                                                    | [ N 10 ] |
| 2012 | Ransom Riggs          | La casa dei bambini speciali di Miss Peregrine               |                                                                    | [ N 10 ] |
| 2013 |                       | China Miéville                                               | Railsea                                                            | [ N 11 ] |
| 2013 | Paolo Bacigalupi      | The Drowned Cities                                           |                                                                    | [ N 11 ] |
| 2013 | Catherynne M. Valente | The Girl Who Fell Beneath Fairyland and Led the Revels There |                                                                    | [ N 11 ] |
| 2013 | Terry Pratchett       | Dodger                                                       |                                                                    | [ N 11 ] |
| 2013 | Cory Doctorow         | Pirate Cinema                                                |                                                                    | [ N 11 ] |
| 2014 |                       | Catherynne M. Valente                                        | The Girl Who Soared Over Fairyland and Cut the Moon in Two         | [ N 12 ] |
| 2014 | Holly Black           | I segreti di Coldtown                                        |                                                                    | [ N 12 ] |
| 2014 | Cory Doctorow         | Homeland                                                     |                                                                    | [ N 12 ] |
| 2014 | Paolo Bacigalupi      | Zombie Baseball Beatdown                                     |                                                                    | [ N 12 ] |
| 2014 | Alaya Dawn Johnson    | The Summer Prince                                            |                                                                    | [ N 12 ] |
| 2015 |                       | Joe Abercrombie                                              | Il mezzo re                                                        | [ N 13 ] |
| 2015 | Paolo Bacigalupi      | The Doubt Factory                                            |                                                                    | [ N 13 ] |
| 2015 | Ian McDonald          | Empress of the Sun                                           |                                                                    | [ N 13 ] |
| 2015 | Garth Nix             | Clariel                                                      |                                                                    | [ N 13 ] |
| 2015 | Gail Carriger         | Waistcoats & Weaponry                                        |                                                                    | [ N 13 ] |
| 2016 |                       | Terry Pratchett                                              | The Shepherd's Crown                                               | [ N 14 ] |
| 2016 | Joe Abercrombie       | La mezza guerra                                              |                                                                    | [ N 14 ] |
| 2016 | Joe Abercrombie       | Mezzo mondo                                                  |                                                                    | [ N 14 ] |
| 2016 | Daniel José Older     | Shadowshaper                                                 |                                                                    | [ N 14 ] |
| 2016 | Daryl Gregory         | Harrison Squared                                             |                                                                    | [ N 14 ] |
| 2017 |                       | Alastair Reynolds                                            | Revenger                                                           | [ N 15 ] |
| 2017 | Kelly Barnhill        | La bambina della luna e delle stelle                         |                                                                    | [ N 15 ] |
| 2017 | Delia Sherman         | The Evil Wizard Smallbone                                    |                                                                    | [ N 15 ] |
| 2017 | Leigh Bardugo         | Crooked Kingdom                                              |                                                                    | [ N 15 ] |
| 2017 | Garth Nix             | Goldenhand                                                   |                                                                    | [ N 15 ] |
| 2018 |                       | Nnedi Okorafor                                               | Akata Warrior                                                      | [ N 16 ] |
| 2018 | Frances Hardinge      | A Skinful of Shadows                                         |                                                                    | [ N 16 ] |
| 2018 | Kate Elliott          | Buried Heart                                                 |                                                                    | [ N 16 ] |
| 2018 | Paul Cornell          | Chalk                                                        |                                                                    | [ N 16 ] |
| 2018 | Garth Nix             | Frogkisser!                                                  |                                                                    | [ N 16 ] |
| 2019 |                       | Justina Ireland                                              | Dread Nation                                                       | [ N 17 ] |
| 2019 | Holly Black           | The Cruel Prince                                             |                                                                    | [ N 17 ] |
| 2019 | Jane Yolen            | Mapping the Bones                                            |                                                                    | [ N 17 ] |
| 2019 | Rachel Hartman        | Tess of the Road                                             |                                                                    | [ N 17 ] |
| 2019 | Fonda Lee             | Cross Fire                                                   |                                                                    | [ N 17 ] |
| 2019 | Christopher Barzak    | The Gone Away Place                                          |                                                                    | [ N 17 ] |
| 2019 | Dhonielle Clayton     | The Belles                                                   |                                                                    | [ N 17 ] |
| 2019 | Cherie Priest         | The Agony House                                              |                                                                    | [ N 17 ] |
| 2019 | John Schoffstall      | Half-Witch                                                   |                                                                    | [ N 17 ] |
| 2019 | Scott Westerfeld      | Impostors                                                    |                                                                    | [ N 17 ] |
| 2019 | Emily X. R. Pan       | The Astonishing Colour of After                              |                                                                    | [ N 17 ] |
| 2019 | Anna-Marie McLemore   | Blanca & Roja                                                |                                                                    | [ N 17 ] |
| 2019 | Nova Ren Suma         | A Room Away From the Wolves                                  |                                                                    | [ N 17 ] |
| 2019 | Heidi Heilig          | For a Muse of Fire                                           |                                                                    | [ N 17 ] |
| 2019 | Kate Milford          | Bluecrowne                                                   |                                                                    | [ N 17 ] |
| 2019 | Elana K. Arnold       | Damsel                                                       |                                                                    | [ N 17 ] |
| 2019 | Alex London           | Black Wings Beating                                          |                                                                    | [ N 17 ] |
| 2019 | Amy Rose Capetta      | The Brilliant Death                                          |                                                                    | [ N 17 ] |

### Annotazioni
1. ↑  Premio Locus libro per ragazzi 2003[5][6][7]
2. ↑  Premio Locus libro per ragazzi 2004[8][9][10]
3. ↑  Premio Locus libro per ragazzi 2005[11][12][13]
4. ↑  Premio Locus libro per ragazzi 2006[14][15][16]
5. ↑  Premio Locus libro per ragazzi 2007[17][18][19]
6. ↑  Premio Locus libro per ragazzi 2008[20][21][22]
7. ↑  Premio Locus libro per ragazzi 2009[23][24][25]
8. ↑  Premio Locus libro per ragazzi 2010[26][27][28]
9. ↑  Premio Locus libro per ragazzi 2011[29][30][31]
10. ↑  Premio Locus libro per ragazzi 2012[32][33][34]
11. ↑  Premio Locus libro per ragazzi 2013[35][36][37]
12. ↑  Premio Locus libro per ragazzi 2014[38][39][40]
13. ↑  Premio Locus libro per ragazzi 2015[41][42][43]
14. ↑  Premio Locus libro per ragazzi 2016[44][45][46]
15. ↑  Premio Locus libro per ragazzi 2017[47][48][49]
16. ↑  Premio Locus libro per ragazzi 2018[50][51][52]
17. ↑  Premio Locus libro per ragazzi 2019[53][54][55]